# Sanne Broeksma
Sanne Broeksma es una deportista neerlandesa que compitió en duatlón. Ganó dos medallas en el Campeonato Europeo de Duatlón Campo a Través, en los años 2017 y 2018.

## Palmarés internacional
| Campeonato Europeo | Campeonato Europeo    | Campeonato Europeo | Campeonato Europeo |
| Año                | Lugar                 | Medalla            | Prueba             |
| ------------------ | --------------------- | ------------------ | ------------------ |
| 2017               | Târgu Mureș (Rumania) | Medalla de oro     | Individual         |
| 2018               | Ibiza (España)        | Medalla de bronce  | Individual         |